# 現代用語的基礎知識

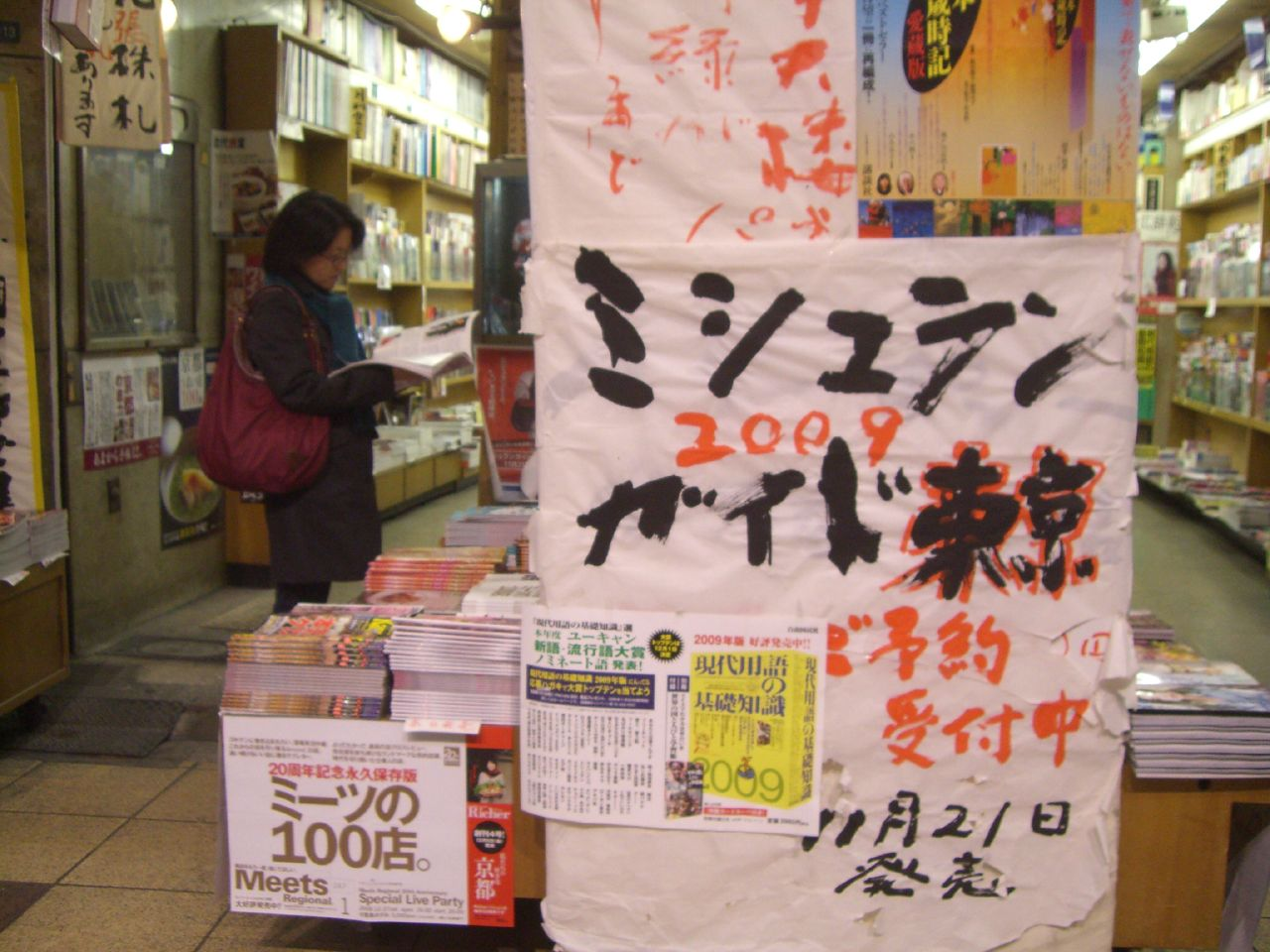
2009

《現代用語的基礎知識》（日语：現代用語の基礎知識），是日本自由國民社發行的書籍，內容收錄現代人必用的詞語，此書性質像是年鑑、百科全書與辭典，每年11月發行新版。新語、流行語大賞根據《現代用語的基礎知識》以問卷方式經由讀者的回答產生提名名單 ，再由審查委員會選出前十名以及年度大賞。

## 外部連結
- （日語）現代用語の基礎知識 特設サイト （页面存档备份，存于）